# Пантелеймоновский мост
Пантелеймо́новский мост (c 1923 по 1991 гг. — мост Пе́стеля) — автодорожный арочный мост через реку Фонтанку, соединяющий остров Летний сад и Безымянный остров в Центральном районе Санкт-Петербурга. Является одним из самых красивых и интересных в архитектурном отношении мостов города.

## Расположение
Является продолжением улицы Пестеля (до 1923 — Пантелеймоновской) через Фонтанку к северной (нечётной) набережной реки Мойки у Летнего сада. Мост находится в сосредоточении исторических мест: непосредственно у Летнего сада, Инженерного (Михайловского) замка. Образует ансамбль с расположенным рядом Первым Инженерным мостом через исток реки Мойки.
Выше по течению находится Прачечный мост, ниже — мост Белинского.
Ближайшая станция метрополитена (1,1 км) — «Гостиный двор».

## Название
Деревянный мост-акведук, который находился на этом месте, не имел названия. Цепной мост в архивных документах называется Большой цепной мост через р. Фонтанку у Летнего сада. До 1851 года мост назывался Пантелеймонский цепной, затем стала употребляться современная форма. Существовал также вариант Цепной мост. Наименование моста, так же как и прилегающей к нему улицы, было дано по расположенной неподалёку Пантелеймоновской церкви.
21 мая 1915 года мост переименовали в Гангутский, в память о победе русского флота над шведским в период Северной войны под Гангутом в 1714 году. Однако решение о переименовании не было выполнено.
6 октября 1923 года и мост, и улица были переименованы в честь декабриста П. И. Пестеля, жившего по адресу набережная реки Фонтанки, дом № 24, неподалёку от моста. С 1926 года за мостом закрепилось имя мост Пестеля. Прежнее название было возвращено 4 октября 1991 года.

## История
Исторически в начале Пантелеймоновской улицы через Фонтанку работал лодочный перевоз. В 1719—1720 годах мастером X. ван Болесом была построена водовзводная мазанковая башня в два этажа и деревянный мост-акведук для питания фонтанов Летнего сада из Лиговского канала.
В 1748—1749 годах его заменили новым в стиле барокко по проекту архитектора Ф. Б. Растрелли. Акведук был пышно украшен лепкой, и даже линии арок были вырезными. Этот мост, вместе с крытым пешеходным мостом через Мойку, ведущим из Летнего дворца Елизаветы Петровны в Летний сад, дворцом и прилегающими садами и набережными образовывал единый архитектурный ансамбль. После наводнения 1777 года, разрушившего фонтанную систему Летнего сада, акведук был разобран.

### Цепной мост
К 20-м годам XIX века в связи с преобразованием территории вокруг Михайловского замка возникла необходимость связать Литейный проспект с районом Марсова поля. Для этого было решено построить мост через Фонтанку по оси Пантелеймоновской улицы. 26 мая 1823 года последовало повеление царя о постройке одного большого цепного моста через Фонтанку «против Инженерного департамента (у Летнего сада)». Проект был составлен инженером Треттером (помощниками Треттера были инженеры А. Поленов и В. Р. Трофимович). Строительные работы вел инженер-майор В. А. Христианович под наблюдением и руководством автора проекта В.К. Треттера.
Береговые устои выполнялись под руководством известного мастера-каменотёса Самсона Суханова из гранитных плит, полученных после разборки стенок каналов, окружавших Михайловский замок. Осенью 1823 года было закончено сооружение устоев моста. Все чугунные и кованые железные части были изготовлены на чугунолитейном заводе Берда в Петербурге. Все металлические части моста предварительно подвергались испытаниям на разрыв машиной, специально сконструированной и изготовленной на заводе Берда.
Первые испытания железа, пригодного для устройства цепей, были неудачными; наконец, звено цепи, составленное из четырёх скованных вместе тонких прутьев выдержало испытание на разрыв в 24 тонны и было признано пригодным.
После устройства береговых устоев, установки порталов и переброски через них с одного берега на другой 5 парных цепей, к ним были подвешены лёгкие мостки, с которых производился дальнейший монтаж элементов моста. Сборка элементов моста была произведена в течение восемнадцати дней рабочими завода Берда. Мост был открыт 4 ноября 1824 года. Пантелеймоновский мост представлял собой выдающееся инженерное сооружение: это был первый в России висячий мост, предназначенный для проезда экипажей. По результатам двухмесячных подсчётов после открытия моста по нему ежедневно в среднем проходило 8000 человек и проезжало 900 экипажей.
Во время наводнения 1824 года мост не получил серьёзных повреждений.
Мост был однопролётным, на береговых опорах были установлены два высоких чугунных портала, через которые было переброшено пять рядов парных цепей. Концы цепей были закреплены в каменной кладке устоев на уровне их основания. Деревянное полотно с подъёмом к середине было подвешено к цепям с помощью прутьев. Несущие цепи по ширине моста распределялись неравномерно: одна цепь, проходя по оси моста, разделяла проезжую часть на две полосы движения транспорта; остальные, попарно расположенные, цепи выделяли тротуары по обеим сторонам проезжей части. Для того, чтобы не вырубать около ста вековых деревьев Летнего сада, ось моста несколько отклонена от оси ведущей к нему улицы, а порталы установлены на береговых устоях не параллельно друг к другу.
Длина подвесного моста была 43 м, ширина — 10,7 м. Высота полых чугунных колонн-порталов была 6 м, их верхний диаметр 20,6 см, нижний — 30,4 см, толщина стенок колонн — 2,2 см. Цепи были изготовлены из круглых кованых стержней уральского железа, с длиной элемента 1,5 м. Гранитные береговые устои вдавались в реку на 16 м. Основание опор — свайное, из-за слабых грунтов основания длина свай (с наращиванием) доходила до 21,5 м.
Опоры моста были наиболее богато декорированными элементами конструкции. Порталы состояли из высоких чугунных неравномерно расположенных по ширине колонн, увенчанных антаблементом, типичным для древнеегипетской архитектуры, и ажурных рёбер в виде контрфорсов для придания устойчивости и жёсткости всей висячей системе.
Этот египтизирующий стиль распространялся на фриз и карниз, богато декорированные тонким позолоченным свинцовым орнаментом. Наряду с характерными чертами, присущими архитектуре древнего Египта, в декоре моста были черты, типичные для русской классики: это золочёные розетки, прикрывающие стыки звеньев цепей, маски львов, через пасти которых пропущены главные цепи, фонари на цепях, провисающие в порталах арки, перильные ограждения «россиевского» рисунка. Чугунные и железные части моста были покрашены чёрной краской и покрыты лаком, а детали украшений позолочены. Современники образно называли этот мост «эоловой арфой» и «струнным органом».
Серьёзным недостатком Пантелеймоновского моста была качка. Образное описание этого явления оставила в своих воспоминаниях художница А. П. Остроумова-Лебедева:

Очень любила я идти по Цепному мосту, он приятно и ритмично качался. Ритм его менялся. Когда шёл народ, ехали извозчики, он как-то мягко плясал под ногами, меняя такт и внося перебои. Когда шёл обоз ломовых, его ритм становился и реже, и глубже, и шире. Больше всего я любила, когда по нему шёл отряд войск, топанье многих ног придавало мосту какую-то бесподобную жизнь. Ритм его был бойкий, определённый и шутливый. Бывало идёшь по мосту и, не оборачиваясь, уже догадываешься по его качанию, что по нему едут ломовые или идёт войско.

В 1862 году при ремонте моста все подвесные стержни и балки пола были заменены. Вместо старых чугунных перил была поставлена железная решётка. Работы производились инженером И. В. Балинским. В 1887 году заменено деревянное пролётное строение и часть металлических болтов.
В 1882 году журнал «Неделя строителя» сообщал, что городской управой составлено 4 проекта нового моста, которые были представлены на рассмотрение городской думе: однопролётный мост арочной системы (153 тыс. руб.), двухпролётный арочный (143 тыс. руб.), мост раскосной системы (118 тыс. руб .) и «системы стянутых дуг» (100 тыс. руб.).
К началу XX века интенсивность движения значительно выросла, появились первые автомобили, и пропускная способность старого моста, ширина которого составляла всего 10,7 м, оказалась явно недостаточной. В 1890 году петербургский градоначальник предложил перенести цепной мост ниже по течению Фонтанки, к Малому театру и Лештукову переулку, а на прежнем месте построить новый мост, «размерами и типом подходящий к теперешнему Симеоновскому мосту».
В 1900 году техническое отделение городской Управы составило 2 эскизных проекта перестройки моста, из которых Управой был одобрен проект жёсткого висячего моста стоимостью 215 тыс. руб.
В 1903 году в городскую управу было представлено два проекта нового моста: арочный двухшарнирный мост стоимостью 451 тыс. руб. (инженер А. П. Пшеницкий) и балочный мост стоимостью 326 тыс. руб. (инженер Г. Кривошеин).
После обрушения Египетского моста аналогичной конструкции 20 января (2 февраля) 1905 года поступило распоряжение реконструировать мост. Официальное заявление городских властей содержало в себе причину его разборки необходимостью прокладки на этом месте трамвайных путей. В следующем 1906 году мост был разобран.
Краеведы Санкт-Петербурга пытались отстаивать этот памятник, но это не помогло:

Скоро мне пришлось пережить большое огорчение. Цепной мост решили уничтожить. Александр Николаевич и его друзья горячо отстаивали мост. Они стремились спасти от гибели одну из прелестнейших достопримечательностей нашего нашего прекрасного города. Кому-то писали, к кому-то ездили, убеждали, но ничто не помогло. Бенуа предлагал такой проект: если Цепной мост не удовлетворял условиям движения города, то передвинуть его по Фонтанке, ближе к Неве, примерно к зданию Правоведения. Он мог служить пешеходным мостом в Летний сад. Но, как мне помнится, отцы города, то есть члены городской думы, на это не пошли, и мост разобрали. Мы очень горевали. Некоторые части его, между которыми находились и позолоченные маски львов, были переданы в Музей Петербурга. Он незадолго перед тем был основан и находился в доме архитектора Сюзора, на 1-й линии Васильевского острова.— А. П. Остроумова-Лебедева
В Центральном музее железнодорожного транспорта России сохранилась модель (в масштабе 1:28) цепного моста, выполненная в мастерских Института корпуса инженеров путей сообщения в первой половине XIX века

### Арочный мост
К производству работ был утвержден проект арочного металлического моста, разработанный инженером Г. Кривошеиным и архитекторами В. Апышковым и П. А. Лихачевым. Однако Академия художеств забраковала проект.
Новый проект был разработан инженером А. П. Пшеницким, при участии инженеров А. П. Станового и А. И. Зазерского.
Вместо цепного моста в 1906 году был построен временный трёхпролётный деревянный мост трапециедально-подкосной системы, существовавший до постройки постоянного моста. Проект временного моста составил инженер П. А. Лихачев.
Строительство постоянного моста велось в 1907—1908 годах под руководством инженера А. А. Рейнеке. Работы по производились комиссией городской думы по заведованию общественными работами. Это была крупнейшая из общественных строительных работ в Петербурге. 23 сентября 1907 года во время работ по забивке паровым копром свай 3 рабочих ошпарило паром, один из них от полученных ожогов скончался.
Несмотря на то, что новый мост был открыт для движения в 1908 году, первое время на нём стояли деревянные перила, так как Академия Художеств отказалась одобрить присланные на утверждение чертежи металлических перил, считая, что «мотивы решёток скорее характера балконного, чем мостового». Проект архитектурного оформления был переработан архитектором Л. А. Ильиным. Согласование проекта было получено в ноябре 1909 г.
Для того, чтобы мост органично вошёл в окружающий архитектурный ансамбль, Ильин использовал те же декоративные элементы, что и в отделке соседних Первого и Второго Инженерных мостов, а также решётки Летнего сада со стороны Мойки. Однако Пантелеймоновский мост получился одним из самых роскошных по своему художественному оформлению. Декорирование моста выполнялось заводом «Карл Винклер» с 1912 года, и было окончено только в июле 1914 года (включая окраску и позолоту).
В 1957 году по инициативе Ленмосттреста проведена реставрация моста, в ходе которой было покрыто червонным золотом 82,81 м² деталей, включая украшения арок.
Кроме того были восстановлены утраченные торшеры моста по проекту архитектора А. Л. Ротача. Позже реставрации декоративного оформления моста проходили в 1969, 1983—1984 годах. В 1994 году рядом с мостом установили памятник Чижику-Пыжику. В 2000 году в рамках программы «Светлый город» была создана архитектурная подсветка моста.
28 мая 2001 года было закрыто движение автотранспорта и пешеходов по мосту и начаты работы по капитальному ремонту. Заказчиком реставрационных работ выступил Комитет по благоустройству и дорожному хозяйству Петербурга, генподрядчиком — ЗАО «РПНЦ» «Специалист». Проект капитального ремонта разработан инженером А. И. Бородиным.
Для движения пешеходов рядом с Пантелеймоновским мостом был построен временный мост. В процессе ремонта произведены замена изношенных металлоконструкций, гидроизоляции, усиление пролётного строения с заменой лоткового железа, ремонт асфальтобетонного покрытия. На основании исторических снимков и авторских чертежей были восстановлены снятые в советское время короны двуглавых орлов, венчавшие торшеры, и позолота решеток. При реставрации сусальным золотом покрыто 124 м² декоративных деталей. Торжественное открытие моста после капитального ремонта состоялось 24 мая 2002 года.

## Конструкция
Мост однопролётный, арочный. Пролётное строение состоит из 12 двухшарнирных пологих арок с параллельными поясами и надарочными стойками, поддерживающими элементы проезжей части, состоящей из металлических прогонов, поперечных балок и настила из лоткового железа. Каменные береговые устои облицованы гранитом. Длина моста — 43 м, ширина — 23,4 м. У въездов на мост на гранитных тумбах установлены торшеры с фонарями. Тротуары отделены от проезжей части гранитным поребриком. Покрытие проезжей части и тротуаров — асфальтобетон.
Чугунные секции перил художественного литья представляют собой часто расставленные дротики с накладной арматурой из воинских атрибутов: перевитых лентами секир, пик, щитов.
Торшеры, поддерживающие на кронштейнах изящные восьмигранные фонари, сделаны в виде пучков копий, украшенных овальными щитами с барельефными изображениями Медузы Горгоны, наложенными на перекрещенные мечи. Каждый из торшеров увенчан двуглавым орлом с распростёртыми крыльями и лавровым венком в когтях. Прообразом торшеров моста являются фонарные столбы Суворовского плашкоутного моста.
В оформлении широко использована бронзировка и покрытие сусальным золотом элементов декора — наконечников пик, голов медуз, обрамлений щитов, двуглавых орлов с венками из лавровых листьев, сферических поверхностей фонарей, решеток.

## Мост в литературе
С ноября 1833 года по август 1834 года рядом с Летним садом в доме на Пантелеймоновской улице, дом № 5 жил поэт Александр Сергеевич Пушкин. «В Санкт-Петербурге, у Цепного моста, против Пантелеймона, в доме г. Оливье», — такой адрес указан в его письмах к жене из Болдина осенью 1833 года.
В феврале 1838 года в доме на Фонтанке жил Михаил Юрьевич Лермонтов. В письме к М. А. Лопухиной поэт указывает адрес: «В С.-Петербург: у Пантелеймоновского моста на Фонтанке, против Летнего сада, в доме Венецкой».
Мост упоминается в сатирическом стихотворении А. К. Толстого «Сон Попова».